# Lista de nomes de lugares australianos alterados de nomes alemães
Durante a Primeira Guerra Mundial, muitos nomes de alemães ou lugares alemães na Austrália foram alterados devido ao antigermanismo. A presença de nomes de lugares derivados de alemão foi vista como uma afronta ao esforço de guerra na época.
Os nomes dos locais eram frequentemente anglicizados (Peterborough), nomes aborígenes dados (Kobandilla, Karawirra), ou  foram nomeados depois de soldados notáveis (Kitchener e Holbrook) ou Campos de batalha da Primeira Guerra Mundial (Verdun, The Somme). Isso foi feito pelos conselhos locais ou pelas autoridades postais, muitas vezes como resultado de uma petição dos locais.
No sul da Austrália, o Lei de Nomenclatura de 1935 restaurou os nomes alemães anteriores para vários lugares, cujos nomes foram alterados durante a Primeira Guerra Mundial.

## Lista por Estado

### Nova Gales do Sul
| Nome antigo                      | Nome novo        | Data da mudança do nome | Notas                                                                                           |
| -------------------------------- | ---------------- | ----------------------- | ----------------------------------------------------------------------------------------------- |
| Bismarck Street (Canterbury)     | Cressy Street    | Dezembro de 1914        |                                                                                                 |
| Bismarck Street (Kogarah)        | Kitchener Street | 10 de novembro de 1914  |                                                                                                 |
| Deutschland Street (Canterbury)  | Onslow Street    | Dezembro de 1914        |                                                                                                 |
| Germanton                        | Holbrook         | 20 de setembro de 1915  |                                                                                                 |
| German's Hill                    | Lidster          | 1 de fevereiro de 1916  |                                                                                                 |
| German Creek                     | Empire Vale      | 1 de maio de 1915       |                                                                                                 |
| Hamburger Street (Punchbowl)     | Victoria Road    | Dezembro de 1914        |                                                                                                 |
| Kaiser Street (Canterbury)       | Mons Street      | Dezembro de 1914        |                                                                                                 |
| Reuss Street (Merewether)        | Kilgour Avenue   | 14 de janeiro de 1918   | Seção de Newcastle renomeada em 1918. Seção Merewether Municipalidade Reuss Street até 1938.    |
| Schlinkers Lane (Ultimo, Sydney) | Bullecourt Lane  | 1917                    | Não existe mais. Desenvolvimento em 428-466 Harris Street, Ultimo é nomeado "Bullecourt Place". |
| Webber's Road (Kogarah)          | English Street   | 7 de setembro de 1915   |                                                                                                 |

### Queensland
| Nome antigo    | Nome novo       | Data da mudança do nome | Notas                                                                                                   |
| -------------- | --------------- | ----------------------- | --- |
| Bergen         | Murra Murra     | Outubro de 1916         | |
| Bergenside     | Neuve           | Agosto de 1916          | |
| Bismarck       | Maclagan        | Março de 1916           | |
| Engelsburg     | Kalbar          | Julho de 1916           | |
| Fahley         | Kilbirnie       |                         | [ 10 ]                                                                                                  |
| Friezland      | Kuridala        |                         | [ 10 ]                                                                                                  |
| Gehrkevale     | Mount Mort      |                         | O Correio foi renomeado Mount Grace em setembro de 1916, então Mount Mort por volta de novembro de 1916 |
| German Gardens | Belgian Gardens | de janeiro de 1915      | |
| Gramzow        | Carbrook        |                         | |
| Hapsburg       | Kowbi           | Outubro de 1916         | |
| Hessenburg     | Ingoldsby       | Setembro de 1916        | |
| Kirchheim      | Haigslea        | Outubro de 1916         | |
| Marburg        | Townshend       | Junho de 1917           | revertida para Marburg em 1920                                                                          |
| Minden         | Frenchton       | Outubro de 1916         | revertida para Minden em 1930                                                                           |
| Roessler       | Applethorpe     |                         | [ 10 ]                                                                                                  |
| Teutoburg      | Witta           | 1916                    | |

### Austrália Meridional
Muitos nomes foram alterados como resultado da Lei de Nomenclatura, 1917, com os nomes publicados em 1 de janeiro de 1918.
| Nome antigo            | Nome novo              | Data da mudança do nome | Notas                                                                                               |
| ---------------------- | ---------------------- | ----------------------- | --------------------------------------------------------------------------------------------------- |
| Bartsch's Creek        | Yedlakoo Creek         |                         | revertida para Bartsch Creek em 1986                                                                |
| Berlin Rock            | Panpandie Rock         |                         | |
| Bethanien              | Bethany                |                         | |
| Bismarck               | Weeroopa               |                         | |
| Blumberg               | Birdwood               | 1 de julho de 1918      | |
| Blumental              | Lakkari                |                         | |
| Buchsfelde             | Loos                   |                         | nome restaurado para Buchfelde (no 's')                                                             |
| Cape Bauer             | Cape Wondoma           |                         | revertida para Cape Bauer em 1948                                                                   |
| Carlsruhe              | Kunden                 | 1918                    | |
| Ehrenbreitstien        | Mount Yerila           |                         | |
| Ferdinand Creek        | Ernabella Creek        |                         | |
| Mount Ferdinand        | Mount Warrabillinna    |                         | |
| Friedensthal           | Black Hill             |                         | |
| Friedrichstadt         | Tangari                |                         | |
| Friedrichswalde        | Tarnma                 | 1 de julho de 1918      | |
| Gebhardt's Hills       | Polygon Ridge          |                         | revertida para Gebhardt Hills em 1986                                                               |
| German Creek           | Benara Creek           |                         | revertida em 1986                                                                                   |
| German Pass            | Tappa Pass             |                         | |
| Germantown Hill        | Vimy Ridge             |                         | o nome da estrada só voltou para Germantown Hill Road                                               |
| Gnadenfrei             | Marananga              |                         | |
| Gottlieb's Well        | Parnggi Well           |                         | |
| Grunberg               | Karalta                |                         | revertida para Gruenberg em 1975                                                                    |
| Grunthal               | Verdun                 | 1 de julho de 1918      | |
| Hahndorf               | Ambleside              | 1 de julho de 1918      | revertida para Hahndorf em 1935                                                                     |
| Hasse's Mound          | Larelar Mound          |                         | |
| Heidelberg             | Kobandilla             |                         | |
| Hergott Springs        | Marree                 | 1 de julho de 1918      | |
| Hildesheim             | Punthari               | 1 de julho de 1918      | |
| Hoffnungsthal          | Karawirra              |                         | revertida para Hoffnungsthal em 1975                                                                |
| Hundred de Basedow     | Hundred de French      |                         | |
| Hundred de Homburg     | Hundred de Haig        |                         | |
| Hundred de Krichauff   | Hundred de Beatty      |                         | |
| Hundred de Paech       | Hundred de Cannawigara |                         | |
| Hundred de Pflaum      | Hundred de Geegeela    |                         | |
| Hundred de North Rhine | Hundred de Jellicoe    |                         | |
| Hundred de South Rhine | Hundred de Jutland     |                         | |
| Hundred de Scherk      | Hundred de Sturdee     |                         | |
| Hundred de Schomburgk  | Hundred de Maude       |                         | |
| Hundred de Von Doussa  | Hundred de Allenby     |                         | |
| Jaenschtown            | Kerkanya               |                         | |
| Kaiserstuhl            | Mount Kitchener        | 1918                    | renomeado Kaiser's Seat em 1975, agora Kaiserstuhl mais uma vez                                     |
| Klaebes                | Kilto                  |                         | |
| Klemzig                | Gaza                   | 1 de julho de 1918      | revertida para Klemzig em 1935, mas o clube de futebol mantém o nomee Gaza                          |
| Krause Rock            | Marti Rock             |                         | |
| Krichauff              | Beatty                 |                         | mudado para Mount Mary em 1940                                                                      |
| Kronsdorf              | Kabminye               |                         | revertida para Krondorf em 1975                                                                     |
| Langdorf               | Kaldukee               |                         | agora incorporado na localidade delimitada de Tanunda                                               |
| Langmeil               | Bilyara (near Tanunda) |                         | revertida para Langmeil em 1975                                                                     |
| Lobethal               | Tweedvale              | 1 de julho de 1918      | revertida para Lobethal em 1935                                                                     |
| Mount Meyer            | Mount Kauto            |                         | |
| Muller's Hill          | Yandina Hill           |                         | |
| Neudorf                | Mamburdi               |                         | revertida em 1986, agora faz parte de Lobethal                                                      |
| Neukirch               | Dimchurch              |                         | revertida para Neukirch em 1975                                                                     |
| New Hamburg            | Willyaroo              |                         | |
| New Mecklenburg        | Gomersal               | 1 de julho de 1918      | |
| Oliventhal             | Olivedale              |                         | agora parte de Birdwood                                                                             |
| Petersburg             | Peterborough           | 1 de julho de 1918      | O Petersburg Times resistiu a mudança até 1919, e fez isso sob protesto.                            |
| Rhine Park             | Kongolia               |                         | |
| Rhine Hill             | Mons Hill              |                         | |
| Rhine River (North)    | The Somme              |                         | mudado para Somme Creek 1971                                                                        |
| Rhine River (South)    | The Marne              |                         | mudado paraanged to Marne River 1971                                                                |
| Rhine Villa            | Cambrai                | 1 de julho de 1918      | |
| Rosenthal              | Rosedale               | 1 de julho de 1918      | |
| Schoenborn             | Gomersal               |                         | |
| Schoenthal             | Boongala               |                         | revertida em 1986, agora incorporado na localidade delimitada de Charleston                         |
| Seppelts               | Dorrien                |                         | agora incorporado à localidade delimitada de Nuriootpa                                              |
| Schreiberhau           | Warre                  |                         | revertida em 1975                                                                                   |
| Siegersdorf            | Bultawilta             |                         | revertida para Siegersdorf em 1975, agora incorporado na localidade delimitada de Tanunda           |
| Steinfeld              | Stonefield             | 1 de julho de 1918      | revertida em 1986                                                                                   |
| Summerfeldt            | Summerfield            |                         | agora incorporado na localidade delimitada de Palmer                                                |
| Vogelsang's Corner     | Teerkoore              | 1 de julho de 1918      | Revertida para Vogelsang Corner 1986, agora incorporado na localidade delimitada de Geranium Plains |
| Wusser's Nob           | Karun Nob              |                         | revertida para Wusser Nob in 1983                                                                   |

### Tasmânia
| Nome antigo | Nome novo   | Data da mudança do nome | Notas  |
| Bismarck    | Collinsvale | 1 de julho de 1915      |        |
| Germantown  | Lilydale    |                         | [ 28 ] |

### Victoria

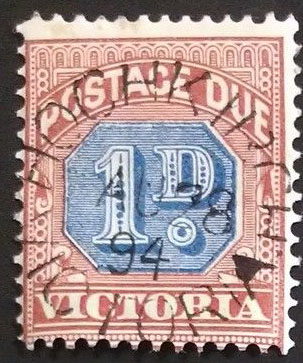

| Nome antigo                                    | Nome novo                                               | Data da mudança do nome | Notas |
| Germantown                                     | Grovedale                                               | 1 de março de 1916      |       |
| Hochkirch                                      | Tarrington                                              | 1 de março de 1918      |       |
| Mount Bismarck                                 | Mount Kitchener                                         |                         |       |
| Reinholtz's PO                                 | Reynold's PO                                            | 5 de novembro de 1920   |       |
| Waldkirch                                      | Freshwater Creek (Anglesea Road, sudoeste de Grovedale) |                         |       |
| Weinberg Road, Hawthorn                        | Wattle Road                                             |                         |       |
| West Prussia Road, Wantirna                    | Wantirna Road                                           |                         |       |
| Grünwald                                       | Arkona                                                  |                         |       |
| Bismarck Avenue, Surrey Hills                  | Warwick Avenue                                          | Dezembro de 1918        |       |
| Bismark Street (off Doncaster Road), Doncaster | Victoria Street                                         | por volta de 1914       |       |

### Austrália Ocidental
| Nome antigo  | Nome novo      | Data da mudança do nome | Notas                            |
| Heidelberg   | Bickley        |                         | [ 32 ]                           |
| Mueller Park | Kitchener Park |                         | Revertida para Mueller Park 1981 |